# Lang Yongchun
Lang Yongchun (chino: 郎永淳; pinyin: Láng Yǒngchún; nacido el 23 de julio de 1971) es un presentador de noticias chino que ha trabajado en la Televisión Central de China (CCTV), la principal emisora estatal de este país. Es conocido en China por ser el presentador del programa de noticias CCTV Xinwen Lianbo.